# مارتین کراس
مارتین کراس (انگلیسی: Martin Cross؛ زادهٔ ۱۹ ژوئیه ۱۹۵۷) قایقران روئینگ اهل بریتانیا است.
وی در مسابقات کشوری و بین‌المللی در مجموع برندهٔ ۱ مدال طلا، ۲ مدال برنز شده‌است.